# 2091 (serie de televisión)
2091 es una serie de televisión colombiana de acción sci-fi creada por Andrés Gelós producida por Fox Telecolombia para Fox Channel. La serie se estrenó el 18 de octubre de 2016 y consta de 12 episodios. La serie fue grabada totalmente en Colombia, en lugares como Bogotá, y el desierto de la Tatacoa en Neiva.
La serie es producida por Fox Telecolombia, con la dirección de Felipe Martínez Amador y de Álvaro Curiel. Los efectos visuales corren a cargo de estudios especializados en la generación de gráficos 3D por computadora para la creación de naves espaciales, planetas y ciudades futuristas, así como para las secuencias de combate.
La trama transcurre en un futuro no muy lejano, donde el comportamiento de la humanidad ha llevado los recursos del planeta a un punto de agotamiento extremo, por lo que sus habitantes se ven obligados a buscar alternativas para asegurar su supervivencia.

## Sinopsis
Siete gamers de Nueva Manaos son reclutados por la Corporación Neodimio para llevar a cabo una partida extrema en la luna terraformada de Calisto. A bordo de la Colonus, que es una nave espacial, una consola de juego, madre y padre a la vez, compiten entre sí por la gloria y un lugar de privilegio en el bienestar de Ciudad Destino. Sin embargo, todo cambia cuando Ferrán (Manolo Cardona), el jugador más veterano, descubre la verdad siniestra que el juego esconde.

## Reparto
- Manolo Cardona como Ferrán.[2]
- Benjamín Vicuña como Lodi.[2]
- Angie Cepeda como Lila.[2]
- Ludovico Di Santo como Mefisto.[2]
- Luz Cipriota como Altea.[2]
- José Restrepo como Kim/Gaspar.[2]
- Jean Paul Leroux como Reznik.[2]
- Damián Alcázar como el Sr. Patrick Hull[2]
- Christopher Von Uckermann como Inpar/Derik Hull.[8]
- Isabella García como Vera.[8]
- Cristina Rodlo como Enira/Lua.[8]
- Salvador del Solar como Gorlero.[8]
- Roberto San Martín como Kore.[8]
- Gonzalo Vivanco como Mr. Park[8]
- Géraldine Zivic como la Doctora Yun.[8]
- Julio Bracho como Almorás / Dr. Astor Sharma[8]
- Claudio Cataño como Lorent.[8]
- Silvia Varón como Jade.[8]
- Jason Day como Lutar.[8]
- Tim Janssen como Pok.[8]
- Natalia Reyes como Roda.
- Flora Martínez como Sonia (esposa del Sr. Enrique Bogarin) / S.O.N.I.A (inteligencia artificial).
- Angely Gaviria como Ina.[9]

## Episodios
| N.º | Título               | Dirigido por           | Escrito por                                                        | Fecha de emisión original | Audiencia (millones) |
| --- | -------------------- | ---------------------- | ------------------------------------------------------------------ | ------------------------- | -------------------- |
| 1 | «Lo real»            | Felipe Martínez Amador | Andrés Gelós, Natacha Caravia, Martín Preusche y Luis E. Langlemey | 18 de octubre de 2016     | —                    |
| En el año, en la ciudad de Nueva Manaos, siete gamers (Ferrán, Lila, Mefisto, Resnik, Altea, Kim y Lodi) son reclutados por la corporación Neodimio para jugar una partida extrema en la luna terraformada de Calisto. a cambio de ganarse un lugar de privilegio en Ciudad Destino. Pero todo cambia cuando Ferrán descubre que el juego es un montaje para forzarlos a controlar y matar personas de verdad. Por lo tanto, sale de la nave Colonus para intentar salvar a la gente que aún está viva. |                      |                        |                                                                    |                           |                      |
| 2 | «Peón a reina»       | Felipe Martínez Amador | Natacha Caravia, Martín Preusche y Luis E. Langlemey               | 25 de octubre de 2016     | —                    |
| Mientras Ferrán desaparece en Calisto, Lila se empeña en continuar jugando y sella una alianza estratégica con un rival inesperado. En los subsuelos de la arena, un misterio está a punto de salir a luz para desafiar la continuidad del juego. |                      |                        |                                                                    |                           |                      |
| 3 | «Dejá vu»            | Felipe Martínez Amador | Andrés Gelós, Natacha Caravia, Martín Preusche y Luis E. Langlemey | 1 de noviembre de 2016    | —                    |
| Lila arriesga a su ejército dispuesta a todo para dar con el paradero de Ferrán y recibe una ayuda imprevista. Inpar continúa velando por los sobrevivientes de la arena y acude al rescate de un nuevo guerrero. Almorás logra su primera victoria y se muestra decidido a desafiar a su dios. |                      |                        |                                                                    |                           |                      |
| 4 | «Caballo de Troya»   | Felipe Martínez Amador | Natacha Caravia, Martín Preusche y Luis E. Langlemey               | 8 de noviembre de 2016    | —                    |
| Mefisto pone en práctica una nueva estrategia para ganar el juego mientras Lila descubre el secreto mejor guardado de la nave Colonus. Inpar decide darse a conocer para proteger la vida de Enira y, sin proponérselo, termina poniendo en riesgo la seguridad de su gente. Un nuevo jugador es eliminado y comprueba el destino final de todos los participantes del juego. |                      |                        |                                                                    |                           |                      |
| 5 | «Perder para ganar»  | —                      | —                                                                  | 15 de noviembre de 2016   | —                    |
| Lila intenta descubrir quién es Inpar pero un enfrentamiento sorpresivo demora sus planes. Mefisto consigue nueva información para dominar el juego mientras una nueva amenaza se aproxima a la nave. En la Tierra, la Corporación Neodimio tropieza con la única verdad capaz de cambiar todos sus planes en Calisto. |                      |                        |                                                                    |                           |                      |
| 6 | «Tiempo fuera»       | —                      | —                                                                  | 22 de noviembre de 2016   | —                    |
| Lila se alía con el jugador menos pensado, pero el pasado de los guerreros de la arena pone en riesgo su estrategia. Mefisto arremete contra Altea desafiando, una vez más, todos los límites del juego. La Corporación Neodimio se ve obligada a tomar medidas drásticas para recomponer el orden en Calisto. |                      |                        |                                                                    |                           |                      |
| 7 | «El apostador»       | —                      | —                                                                  | 3 de mayo de 2017         | —                    |
| Enira logra capturar a su enemigo y se prepara para cumplir la misión que le ha confiado su diosa. Lila espera ansiosamente el reinicio del juego sin imaginarse que está a punto de perder lo único que realmente le importa. Mefisto desafía a la Corporación Neodimio sin tener en cuenta las consecuencias. |                      |                        |                                                                    |                           |                      |
| 8 | «Bienvenido a casa»  | —                      | —                                                                  | 10 de mayo de 2017        | —                    |
| Mefisto recurre a Lila para continuar con el juego y pronto aprenderá hasta dónde puede llegar la desesperación de una madre. Inpar, junto con Enira, cree estar acercándose al final de su aventura en Calisto. Un viejo conocido de Sonia llega a la nave Colonus. |                      |                        |                                                                    |                           |                      |
| 9 | «Control de daños»   | —                      | —                                                                  | 17 de mayo de 2017        | —                    |
| A bordo de la nave desconocida, Inpar y Enira descubren que una nueva amenaza se cierne sobre ellos. Lila es castigada por romper las reglas del juego, mientras que Altea se entera de que Mefisto sigue siendo un jugador peligroso. Mientras tanto, Almorás, confundido por sus recuerdos, quiere conocer a S.O.N.I.A. |                      |                        |                                                                    |                           |                      |
| 10 | «Reinicio»           | —                      | —                                                                  | 24 de mayo de 2017        | —                    |
| El juego inicia nuevamente al interior de la nave Colonus. Una ayuda inesperada le llega a los carroñeros. En la nave Moros Gorlero se encuentra con Inpar y Enira y los toma por rehenes. Ferrán se ve obligado a jugar para salvar a los jugadores de Lila que estaban siendo masacrados por los de Altea. Almorás recuerda que en el pasado era el Dr Sharma al reconocer a S.O.N.I.A quien lo asignó a Ferrán para tenerlo con vida.                                                                |                      |                        |                                                                    |                           |                      |
| 11 | «La pieza que falta» | —                      | —                                                                  | 31 de mayo de 2017        | —                    |
| 12 | «Anomalía»           | —                      | —                                                                  | 7 de junio de 2017        | —                    |

## Producción

### Desarrollo
La serie fue concebida por Andrés Gelós, el creador de producciones como Kdabra y Cumbia Ninja. Edgar Spielmann, COO de FOX Networks Group Latin America, afirma que "La realización de Cumbia Ninja el año pasado nos proporcionó la experiencia y la dirección necesarias para desarrollar un proyecto de esta magnitud. 2091 es definitivamente nuestra producción más ambiciosa en términos de post producción, donde entre el 70% y el 80% de cada episodio está intervenido con efectos visuales y el proceso total de post producción de la serie se extiende hasta un año de duración".

### Filmación
La serie se empezó a filmar en abril de 2016 en Colombia, específicamente en las localidades de Bogotá, el desierto de la Tatacoa y Neiva. La primera temporada finalizó grabaciones en julio de 2016. Dado que han pasado varios años desde su transmisión inicial, se asume que el proyecto fue abandonado o cancelado, aunque no existe confirmación oficial por parte de sus creadores.

## Mercadotecnia/Marketing
El 1 de julio de 2016 el canal Fox Latinoamérica lanzó el primer teaser de la serie, donde se muestran distintos encabezados de periódicos con fechas entre 2016 y 2091. La mayoría de los encabezados hablan sobre el poder que los videojuegos han tomado con el pasar de los años.
El segundo teaser fue lanzado el 13 de agosto de 2016, mostrando el logo de la serie junto a fragmentos de imágenes de destrucción y policías. Diez días después se lanzó el primer adelanto promocional de la serie, en el que los protagonistas describen "2091" con distintos sinónimos y realizaban una cuenta regresiva hasta el estreno.